# Beiji
-
Beiji (kinesiska: 碑记, 碑记乡) är en socken i Kina. Den ligger i provinsen Hunan, i den södra delen av landet, omkring 250 kilometer söder om provinshuvudstaden Changsha. Antalet invånare är 7739. Befolkningen består av 3 675 kvinnor och 4 064 män. Barn under 15 år utgör 15,0 %, vuxna 15-64 år 73 %, och äldre över 65 år 10,0 %.
Genomsnittlig årsnederbörd är 1 809 millimeter. Den regnigaste månaden är maj, med i genomsnitt 261 mm nederbörd, och den torraste är oktober, med 31 mm nederbörd.